# Neil Breen
Neil Breen (* 23. listopadu 1958 USA) je americký filmový režisér, scenárista, producent a herec. Od roku 2005 vytvořil celkem šest filmů, v nichž byl angažován jako scenárista, režisér, producent i herec.  Breenovy filmy si za svoji nízkorozpočtovou produkci a unikátní herecké výkony vydobyly kultovní status. 

## Život a kariéra
Neil Breen vyrůstal na východní pobřeží a zájem o film se u něj objevil již v útlém věku. Studoval architekturu, aby se později stal licencovaným architektem působícím v Kalifornii. Do povědomí veřejnosti se dostal natočením svého prvního filmu nazvaného Double Down, který se objevil ve filmotéce Cinefamily v Los Angeles v roce 2010. V následujících letech Breen pokračoval v práci architekta mimo jiné proto, aby získal prostředky na natočení dalšího snímku: I Am Here.... Now, který se také objevil v Cinefamily v roce 2011. Tento film se ukázal být průlomovým a s mnohými již známými motivy získal Breenovi „hodně pozornosti”. Uvedl, že ve svých filmech obsazuje herce na základě inzerátů z Craigslistu. Propagační stránky starších filmů jsou většinou smazány ve chvíli, kdy začíná kampaň pro nejnovější snímek.

### Film
Breen je scenáristou, režisérem, producentem i hercem vlastních filmů. Postavy, jež jsou v nich zobrazeny, jsou vybaveny neobyčejnými a často nadpřirozenými schopnostmi.  Například ve filmu Fateful Findings hraje Breen postavu spisovatele a počítačového vědce oplývajicího superschopnostmi (získanými z magického kamene nalezeného v dětství), pomocí nichž odhaluje vládní a korporátní korupci, zatímco v Double Down hraje postavu osamělého hackera, bývalého agenta CIA a teroristy v jednom.
V jiných filmech se jako hlavní protagonisté objevují polobožské, spasitelské postavy; například ve filmu Pass Thru ztělesňuje Breen „umělou inteligenci z daleké budoucnosti”, která přichází očistit Zemi a zlikvidovat 300 milionů "škodlivých lidí", aby umožnila pokračování lidského druhu. Breen prohlásil, že jeho filmy vyjadřují "ducha společenské odpovědnosti" a odrážejí "mystickou či paranormální stránku lidského života."
Někteří kritici řadí Breenovo dílo k takzvanému art brut. Breenův třetí film, Fateful Findings, byl zase přirovnáván k legendárnímu The Room Tommyho Wiseaua. Breenův pátý celovečerní snímek, Twisted Pair, byl zveřejněn v říjnu 2018. Šestnáctého prosince 2022 Breen potvrdil, že se chystá pokračování filmu Twisted Pair nazvané Cade: The Tortured Crossing. V únoru 2023 Cade: The Tortured Crossing vyhrálo ocenění "Nejlepší Fantasy film" and "Cenu diváků" na Hollywood Reel Independent Film Festival,  a to ještě před světovou premiérou, která se odehrála 25. února 2023 v Regal Cinemas v zábavním centru L.A. Live.

### Breenovo dílo a jeho vliv
Breenovy filmy jsou příležitostně promítány v arthouse kinech a na filmových festivalech, mezi něž se řadí kupříkladu Butt-Numb-A-Thon 2012 a Seattle International Film Festival 2013. Jim Vorel ve svém seznamu 100 nejlepších B-filmů pro magazín Paste z roku 2014 zařadil snímek I Am Here.... Now na 21. místo, kde zároveň uvádí, že Breen má v budoucnu šanci zařadit se do „síně slávy špatných filmů” po bok Eda Wooda či právě Tommyho Wiseaua.